# بوید بارتلت
 بوید بارتلت (انگلیسی: Boyd Bartlett؛ زاده ۱۸۹۷ درگذشته ۱۹۶۵) یک افسر نظامی آمریکایی، استاد، مدیر مدرسه و فیزیک‌دان بود. 